# Área de Conservação da Paisagem de Haanja
A Área de Conservação da Paisagem de Haanja é um parque natural situado no condado de Võru, na Estónia.
A sua área é de 17040 hectares.
A área protegida foi designada em 1957 para proteger as áreas e a natureza da paróquia de Haanja (incluindo os lagos Suur Munamägi, Vällamägi e Rõuge). Em 1979, a área protegida foi reformulada para área de preservação paisagística.